# Mattermost
Mattermost是一套開放原始碼、可自行架設的線上聊天服務，有分享檔案、搜尋與整合其他服務等功能。它被設計成用於組織與公司的內部溝通，且主要將其作為Slack與Microsoft Teams的開放原始碼替代品。

## 歷史
Mattermost的程式碼原本是私有的，因為其被當作遊戲開發工作室SpinPunch的內部聊天工具，但不久後就開放原始碼了。1.0版本於2015年10月2日釋出。
此專案由Mattermost公司維護與開發。Mattermost透過販售支援服務與未在開放原始碼版本中提供的額外功能來盈利。
Mattermost有Windows、macOS與Linux的桌面應用程式，以及iOS與Android的行動應用程式。
在媒體上，Mattermost在大多數情況下被認為是較流行的Slack的替代品。其也以"GitLab Mattermost"之名整合到GitLab中，雖然GitLab在2017年收購了另一個也相當流行的聊天工具Gitter。

## 外部連結
- 官方网站